# Бернардо Беллотто

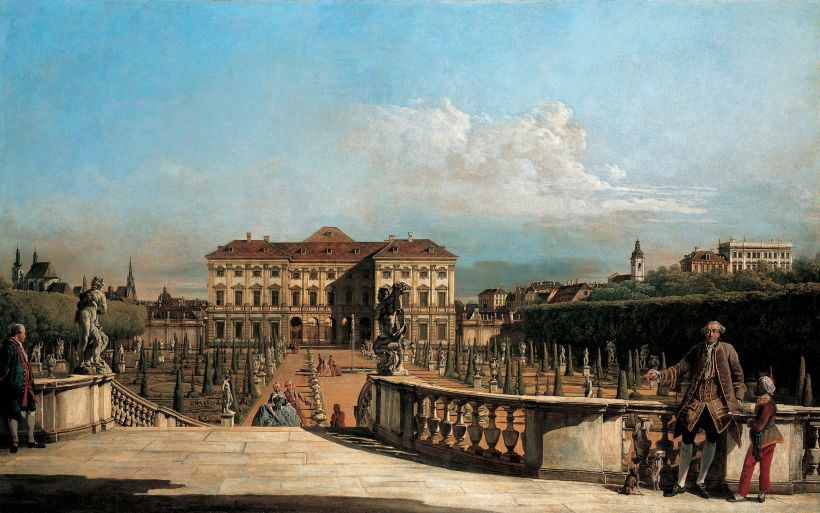
Відень, палац з садом бароко, Музей у князівстві Ліхтенштейн.

Берна́рдо Белло́тто (італ. Bernardo Bellotto; відомий також як Каналетто; 30 січня 1720, Венеція — 17 листопада 1780, Варшава) — італійський живописець, один з визначних представників т. зв. «ведутного» живопису, що відзначається точним відтворенням з натури міського пейзажу. Займався графікою, офортом. 

## Дитинство
Народився у Венеції. Родина мала тісні зв'язки з мистецтвом. Його дід, Бернардо Каналь, займався сценографією, служив у театрі. Своє ім'я художник отримав на згадку про діда по матері. Брат матері, відомий художник Антоніо Каналь, що уславив Венецію. Каналетто — це його прізвисько, під яким він увійшов в історію мистецтв. У 14 років дитинство хлопця скінчилося і він став учнем у свого дядька. Трохи пізніше його теж стануть звати Каналетто, але, щоб не плутати з дядьком, то вживатимуть подвійне прізвище Каналетто-Белотто.

## Міста Італії

«Канал Мендіканті зі Скуолою Сан-Марко», бл. 1740. Галерея Академії, Венеція
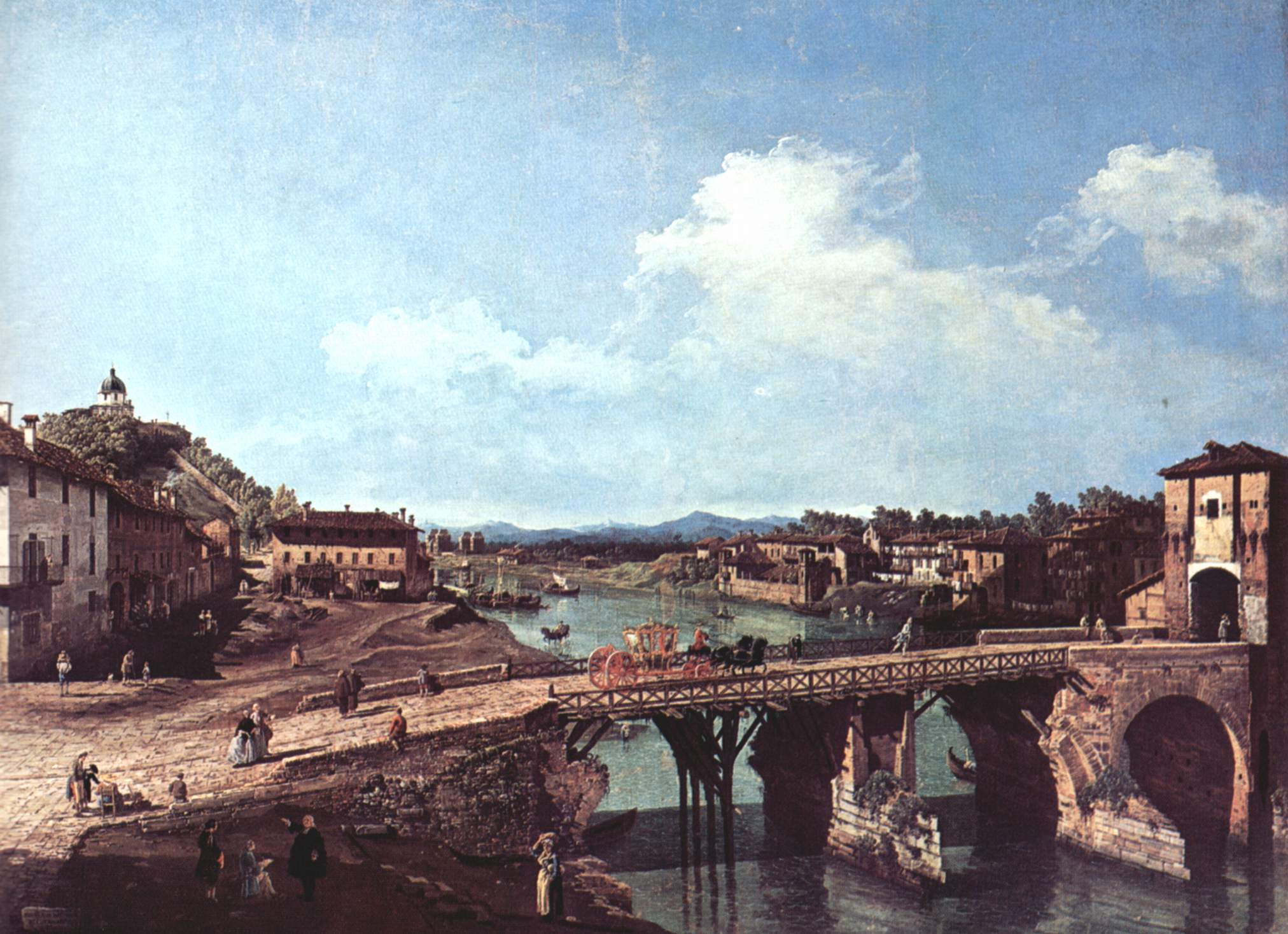
«Турин, античний міст через річку По», 1745 р., Галерея Сабауда, Турин.
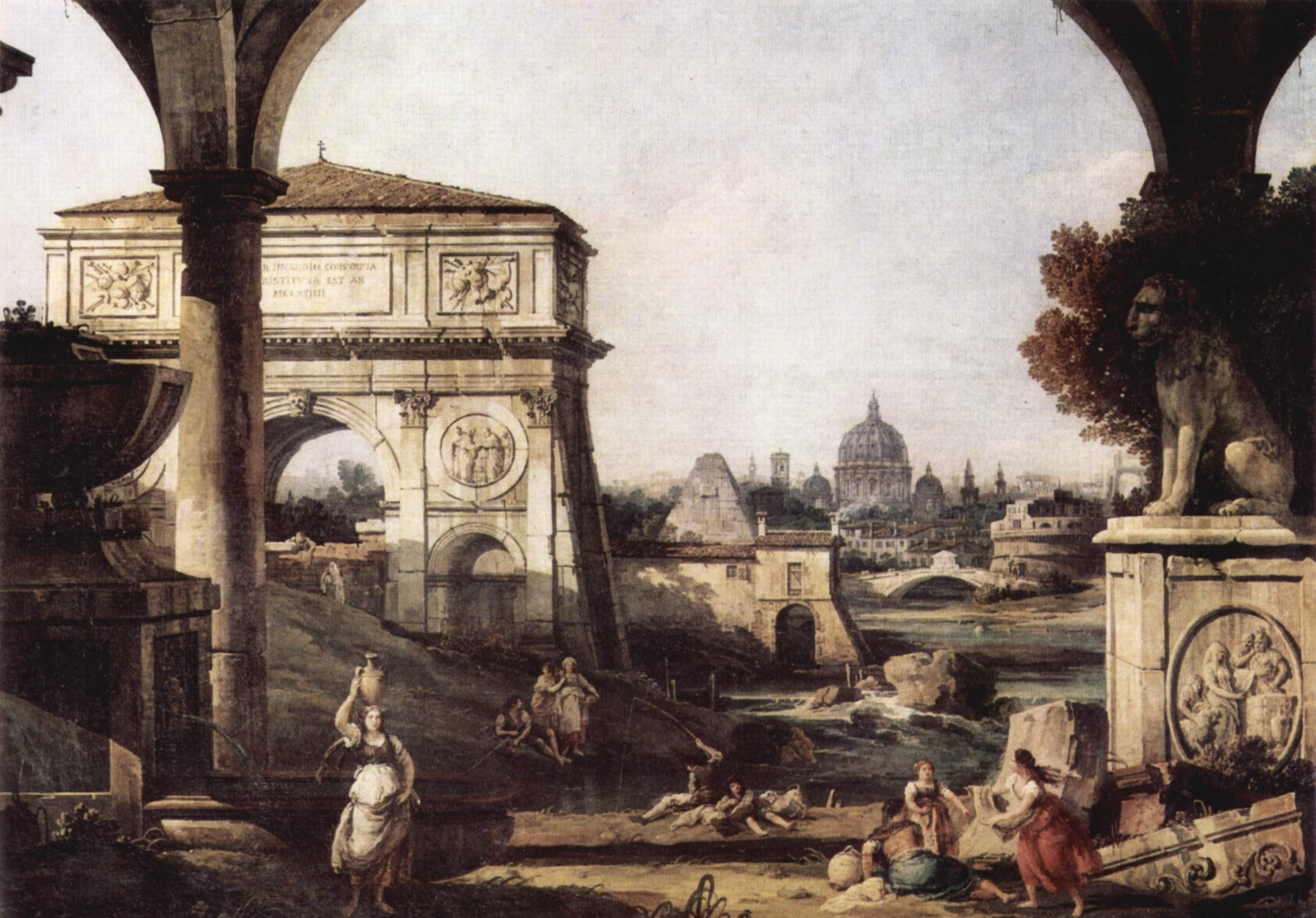
«Фантазія на тему будівель Риму», 1742-1747

Дядько мав майстерню біля монастиря Санта-Марія-делла-Каріта, де нині Академія Венеції. Мав багато замовлень, тому користувався допомогою помічників. Племінник виявився талановитим. І коли дядько надовго виїхав на заробітки у Лондон, майстернею правив Бернардо. Ранішні твори Бернардо присвятив Венеції. Потім будуть подорожі містами Італії: старовинною Вероною, Флоренцією, Турином.
Кожне італійське місто має своє неповторне обличчя завдяки то баштам (Болонья), то університету (Падуя), то величному собору (Мілан, Флоренція, Сієна). Турин відрізнявся тим, що рано позбувся хаотичної, середньовічної забудови. Тут були рівні, широкі вулиці, а планування нагадувало взірці Парижу. Турин на полотні Белотто (Галерея Сабауда) ще досить хаотичне місто, де поки не знайшлося грошей на відбудову напівзруйнованого мосту. Саме міст і став головним героєм картини. Коли бракувало приємних краєвидів, Бернардо малював уявні, фантазійні міста на підставі реальних замальовок. Так виникли «Фантазія на теми будівель Риму», 1742 р. і полотно, що нині в Музеї мистецтв імені  Богдана та Варвари Ханенків в Києві.

## Дрезден

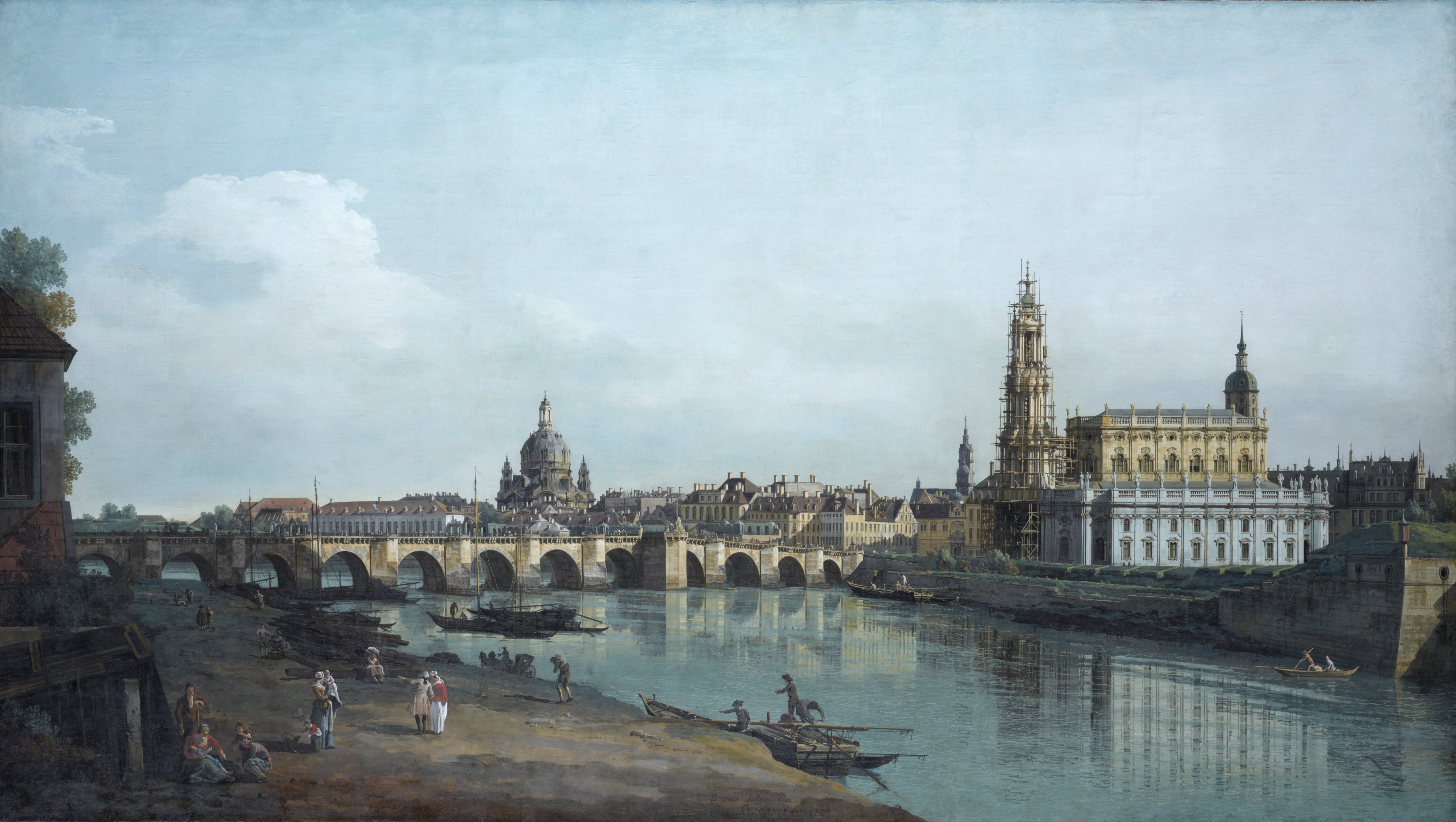
«Річка Ельба і Дрезден»

Одружений Белотто у віці 27 років разом з дружиною і сином поїхав на заробітки. Він отримав запрошення від курфюрста Саксонського Августа ІІ і оселився в Дрездені. На той час Дрезден був культурною столицею німецьких земель. Навіть недобудований палац Цвінґер вражав уяву. Придворну церкву будував архітектор італієць Гаетано К'явері. Тут працювала італійська опера з акторами з Італії. А курфюрст Август ІІ збирав картини, здебільшого італійських майстрів. Саме тут Белотто познайомиться з римлянином Марчелло Бачареллі, з яким пізніше працюватиме у Варшаві. З 1748 року Белотто став королівським живописцем з доброю зарплатнею.
В Дрездені Белотто намалював три серії ведут міста. Вони розрізнялися лише розмірами полотен. Найбільші отримав король. Друга серія була у могутнього міністра і фаворита Генріха Брюля. Пізніше вони розійдуться світом від Російської імперії до Сполучених Штатів Америки. Також Белотто виконав краєвиди фортеці Кенігштейн та містечка-фортеці Пірна.

## Семирічна війна
Її розпочали у 1756 році. Війська прусського короля захопили Дрезден і курфюрст з Брюлем, патрони художника, рятували життя втечею у Варшаву. Велика родина заважала художнику виїхати. Два роки він залишався в Дрездені. Замовлень не було. Він перестав малювати картини і звернувся до створення офортів. Дрезден декілька разів переходить від одного завойовника до другого. Залишивши квартиру в місті, Белотто тимчасово перебрався у Відень.

## Такий різний Відень

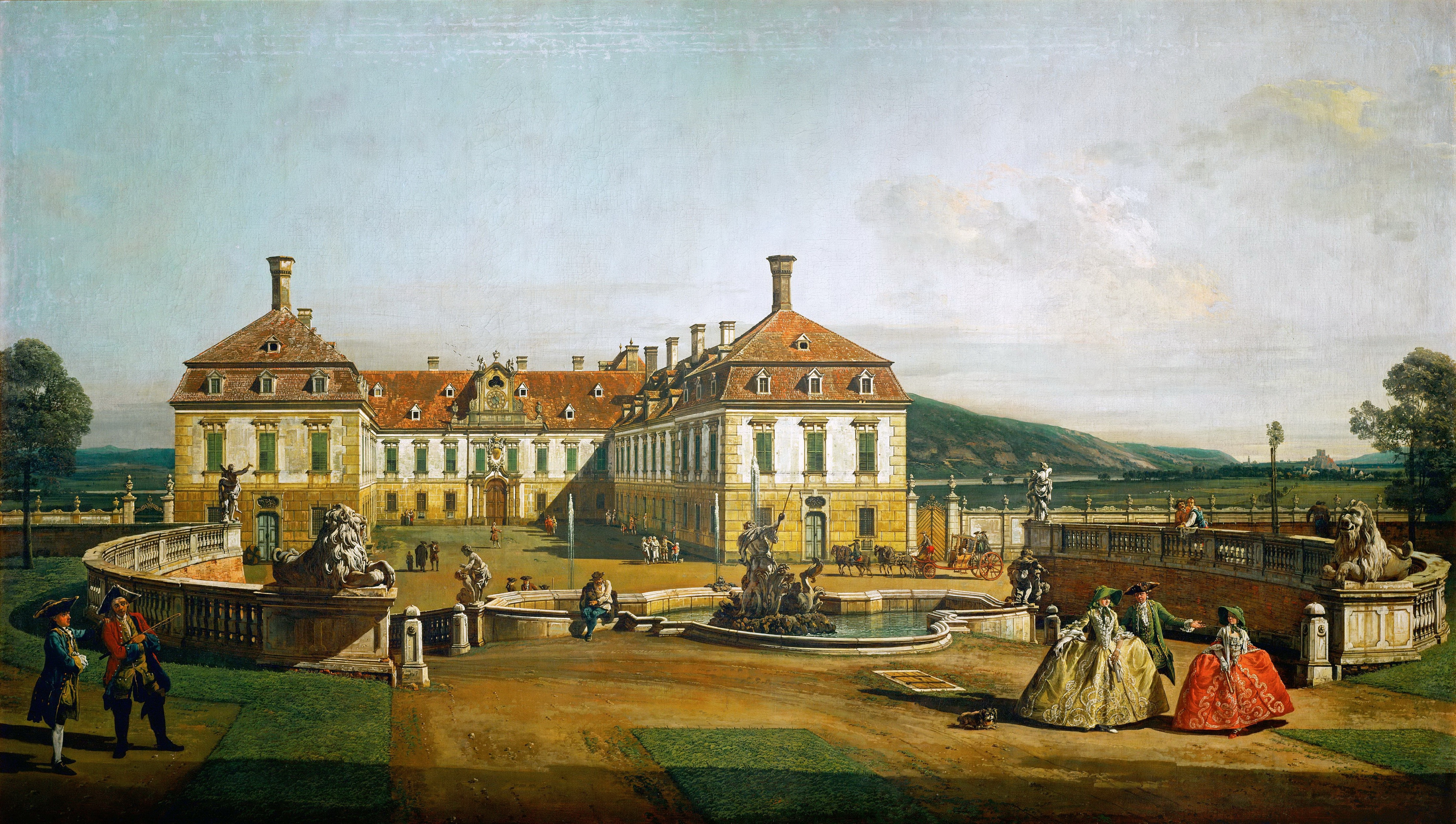
Шлосс Хоф — заміська резиденція принца Євгена Савойського. Відреставрована у 2009–2012 рр.

Два роки Белотто працював у Відні. Столиця Австро-Угорщини дивувала бароковими садами і палацами. Тут полюбляли музику і театр. На деякий термін Відень стане музичною столицею Західної Європи, де працюватимуть композитори Сальєрі, геніальний Вольфґанґ Амадей Моцарт, Крістоф Віллібальд Глюк. І хоча Белотто тут на посаді придворного живописця, хоче у Дрезден, до родини і домівки. Але прийшла сумна звістка. Під час бомбардування Дрездена пруссами, зруйнована його квартира, а все майно втрачено.
Белотто виїхав у Дрезден через Мюнхен. Тут він встиг намалювати декілька краєвидів міста і його околиць.

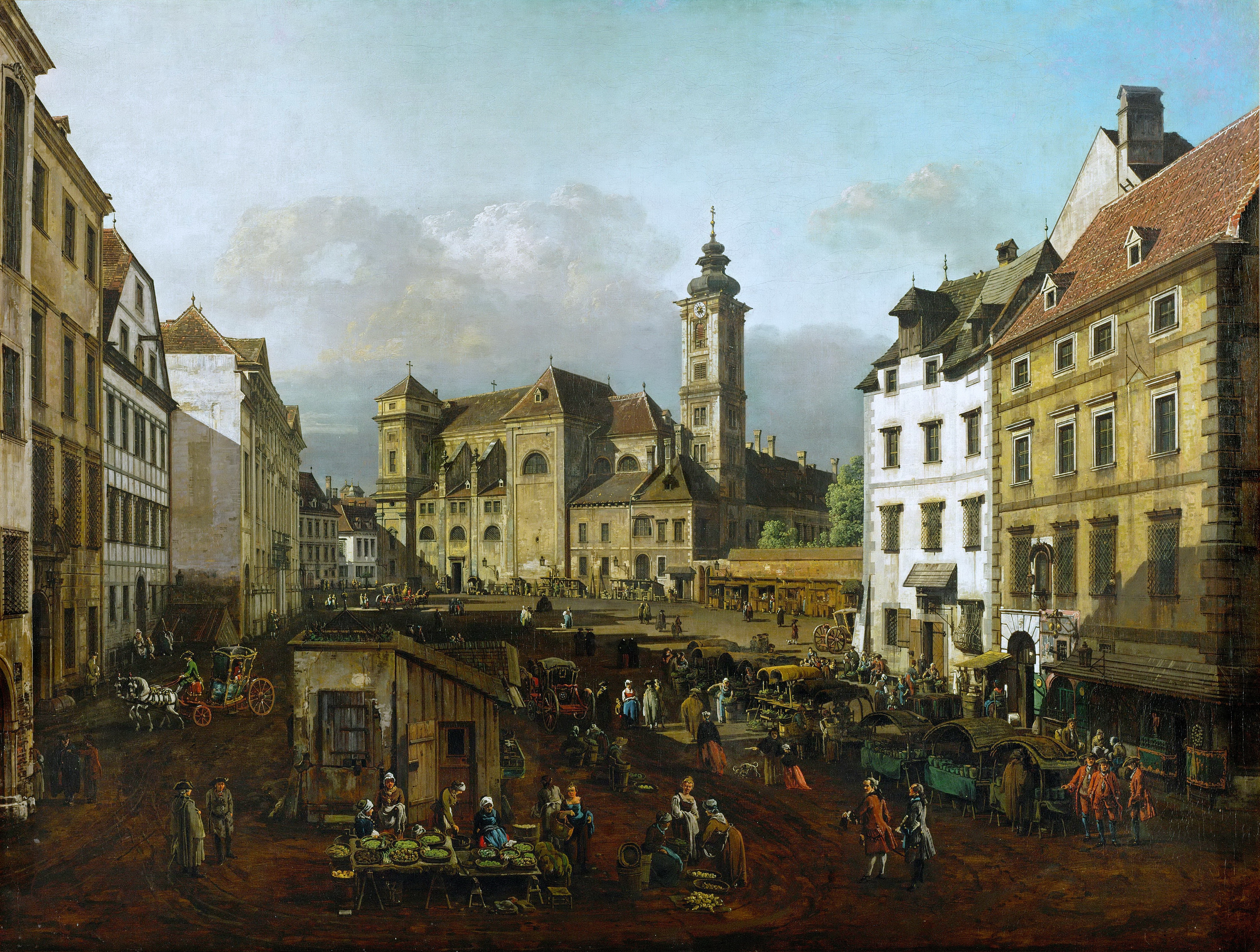
«Площа Фраюнг, вид з південного сходу», 1758—1761. Музей історії мистецтв, Відень
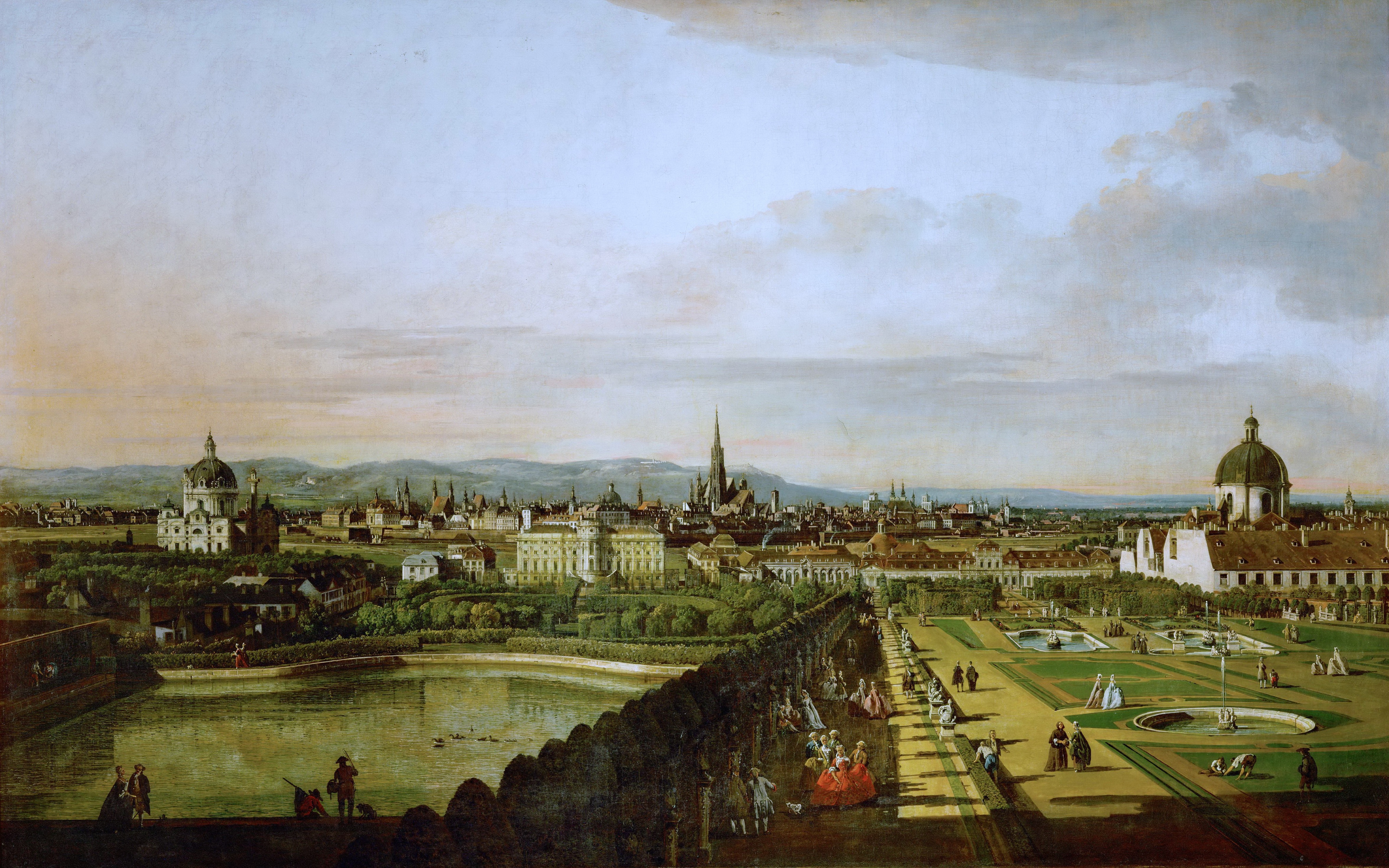
«Вид Відня з Бельведера», 1759—1761. Музей історії мистецтв, Відень
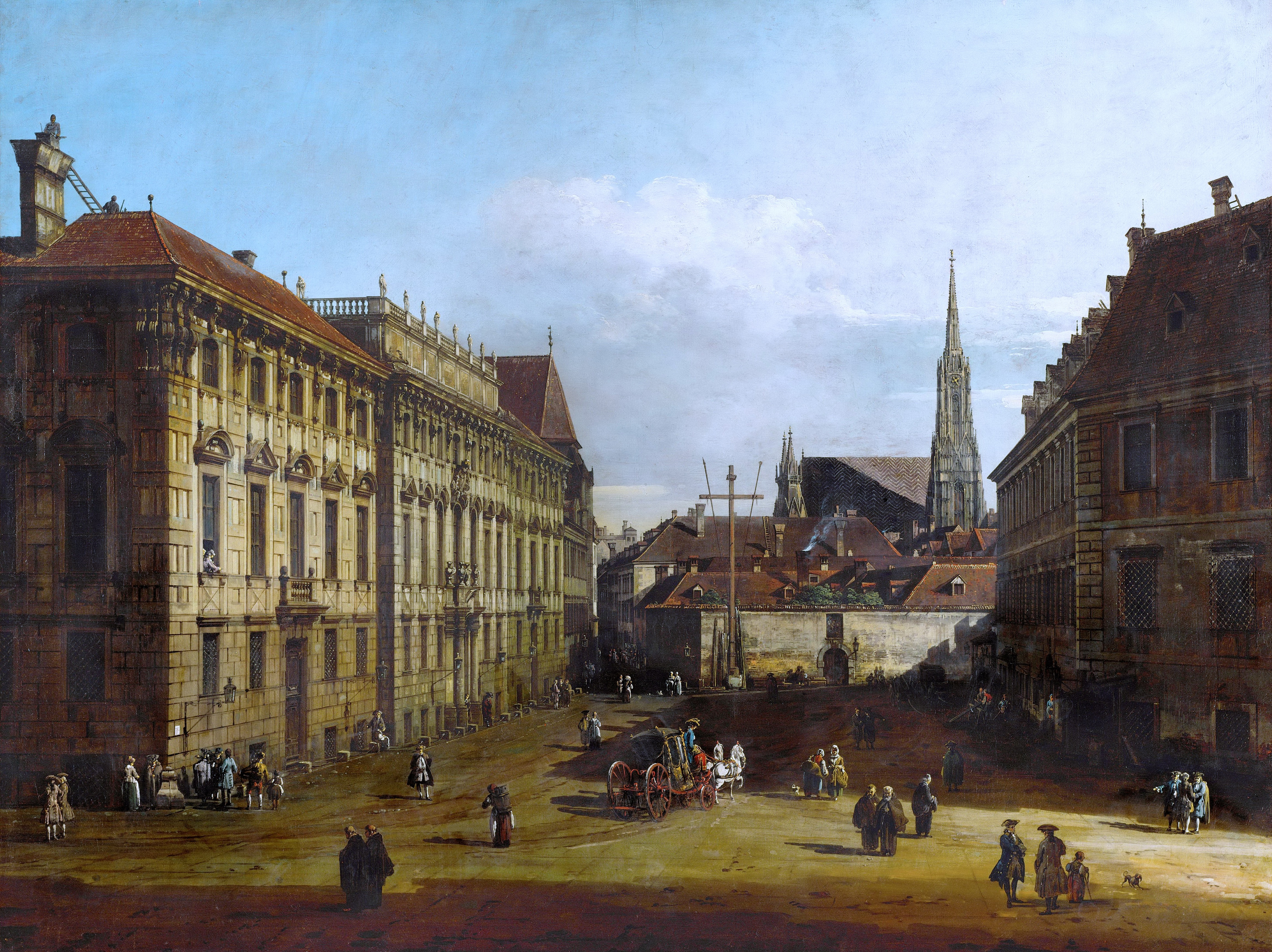
«Палац Лобковицьких у Відні», 1759—1760. Музей історії мистецтв, Відень

## Зруйнований Дрезден

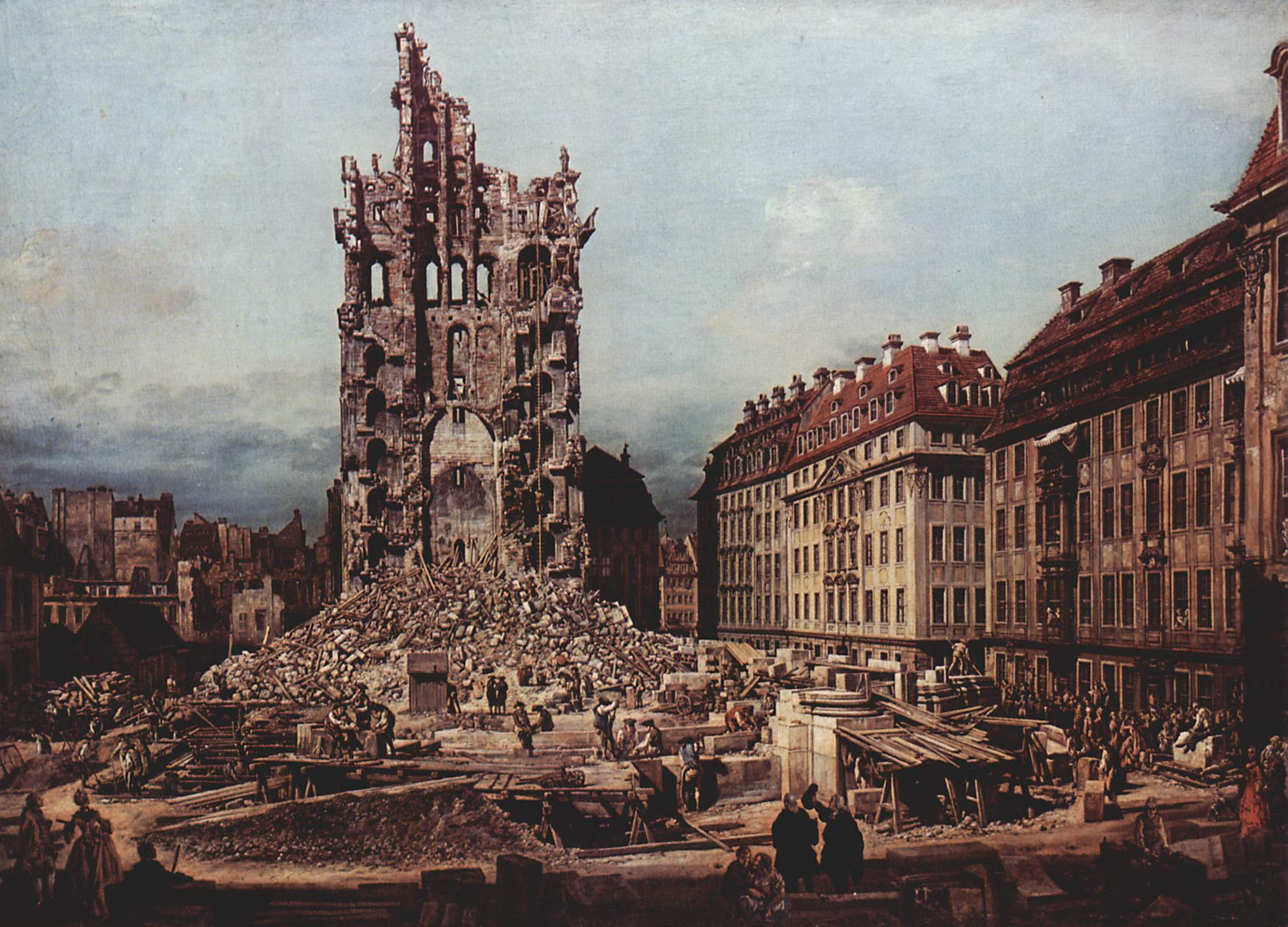
Дрезден, зруйнована королівська церква

Семирічна війна спустошила Дрезден. Місто лежало в руїнах. Двір курфюрста розпався. У 1763 році померли і Август, і міністр Брюль. Художник разом втратив могутніх покровителів і замовників. Белотто призначили другорядним професором Дрезденської академії мистецтв, але дали малу зарплатню, бо новий уряд економив на всьому. І художник прийняв нелегке рішення їхати на заробітки в Петербург. Шлях лежав через Варшаву. На випадок невдачі і повернення у Дрезден, художник бере відпустку в академії.

## Автопортрет

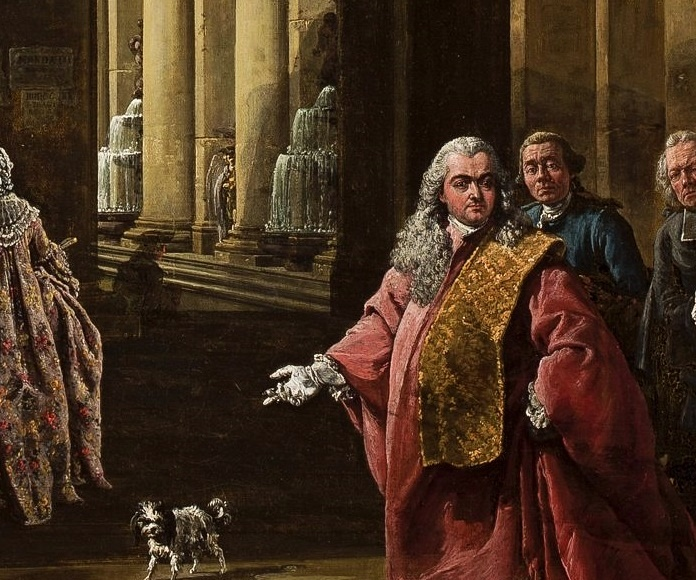
Автопортрет, 1747 р.

1747 роком датований автопортрет Беллотто. На ньому довга і коштовна перука. Одяг широкий, аби прикрити товсте, кремезне тіло. Коштовний одяг доповнений рукавичками, необхідність яких мінімальна в теплу пору року в Європі. Але вони здавна підкреслювали заможність власника. Це деталь полотна «Внутрішній двір з фонтанами». Був ще і портрет Бернардо Беллотто на картині Марчелло Бачареллі «Приїзд Георга Оссоліньського у Рим». Залишив він і декілька невеликих автопортретів.

## Варшава

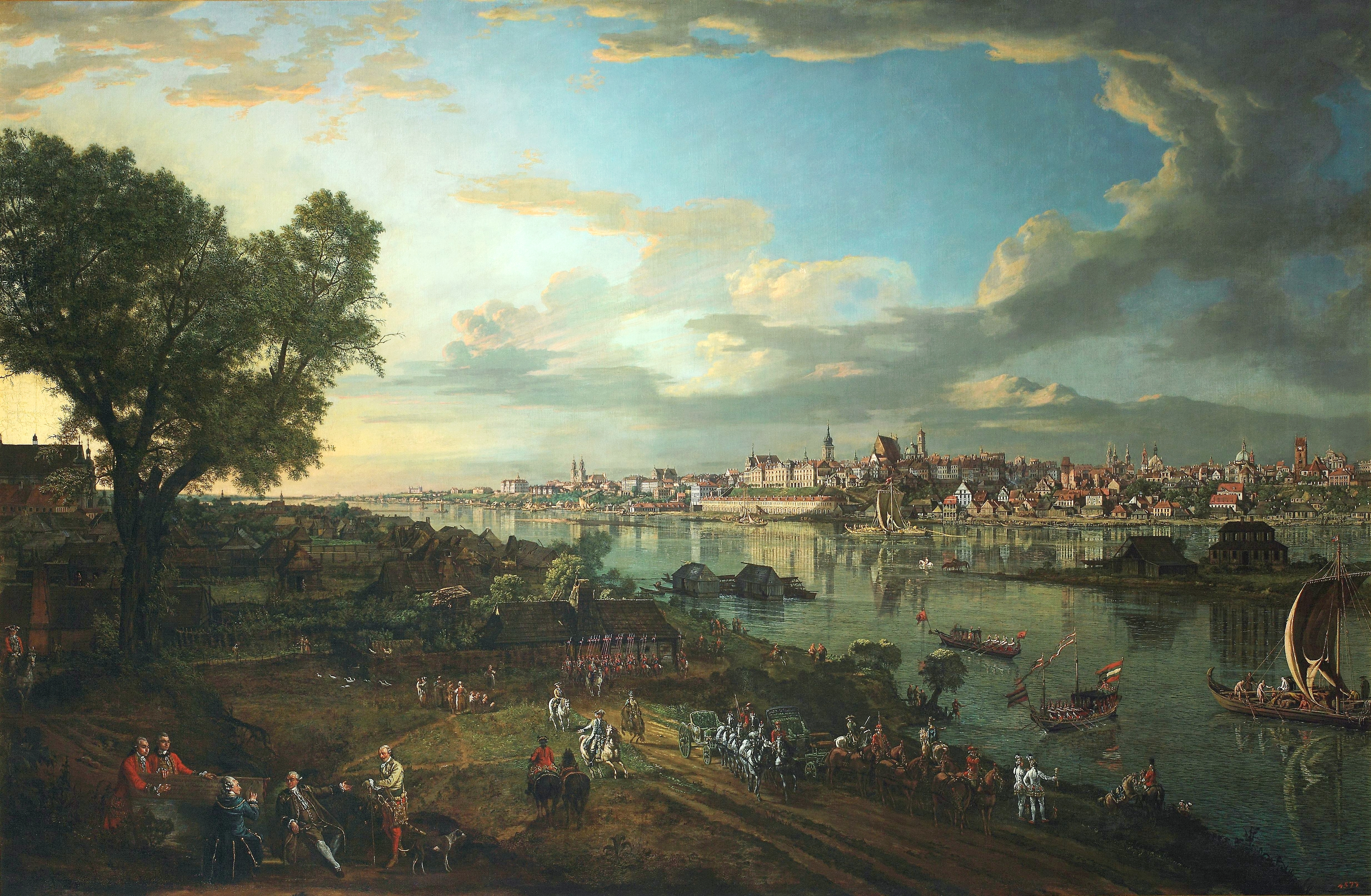
Вид на Варшаву з Праги, Королівський замок, Варшава

Столиця Польщі мала сумнівну славу міста контрастів. Тільки в трьох містах так разюче били в очі зубожіння населення і розкіш можновладців —  в італійському Неаполі, російському Петербурзі і польській Варшаві. Проте, на той час Варшава переживала короткий час піднесення, тривав і будівельний бум. Белотто зустрів тут старих знайомих і привітність. Бачареллі доповів королю про майстра і Белотто отримав аудієнцію. А потім був прийнятий на службу. Замість Петербурга, художник оселяється в Варшаві. Він проживе тут 13 років і намалює близько 70 полотен.

## Смерть
В жовтні 1780 року Белотто поховав свого сина, Лоренцо, художника і багаторічного помічника. 17 листопада він помер сам від серцевого нападу. Белотто поховали у Варшаві в монастирі капуцинів на вулиці Медовій.

## Галерея

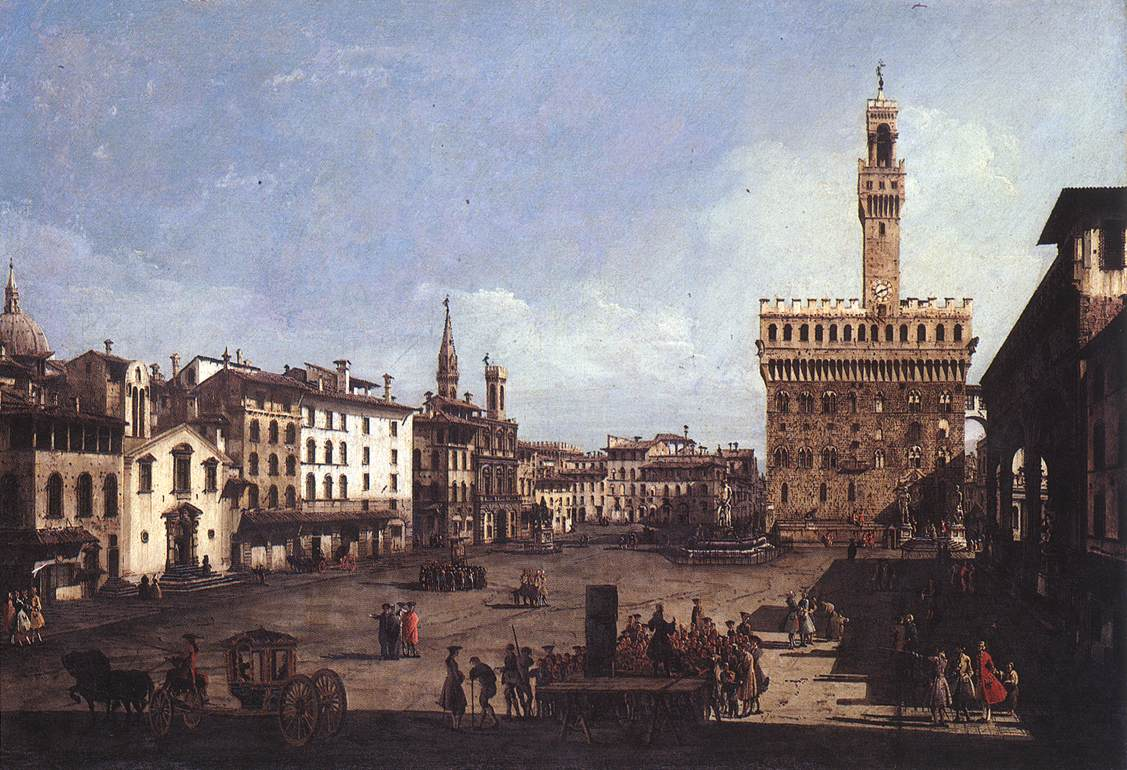
«Флоренція. П'яцца ді Сіньйорія», 1742. Будапешт
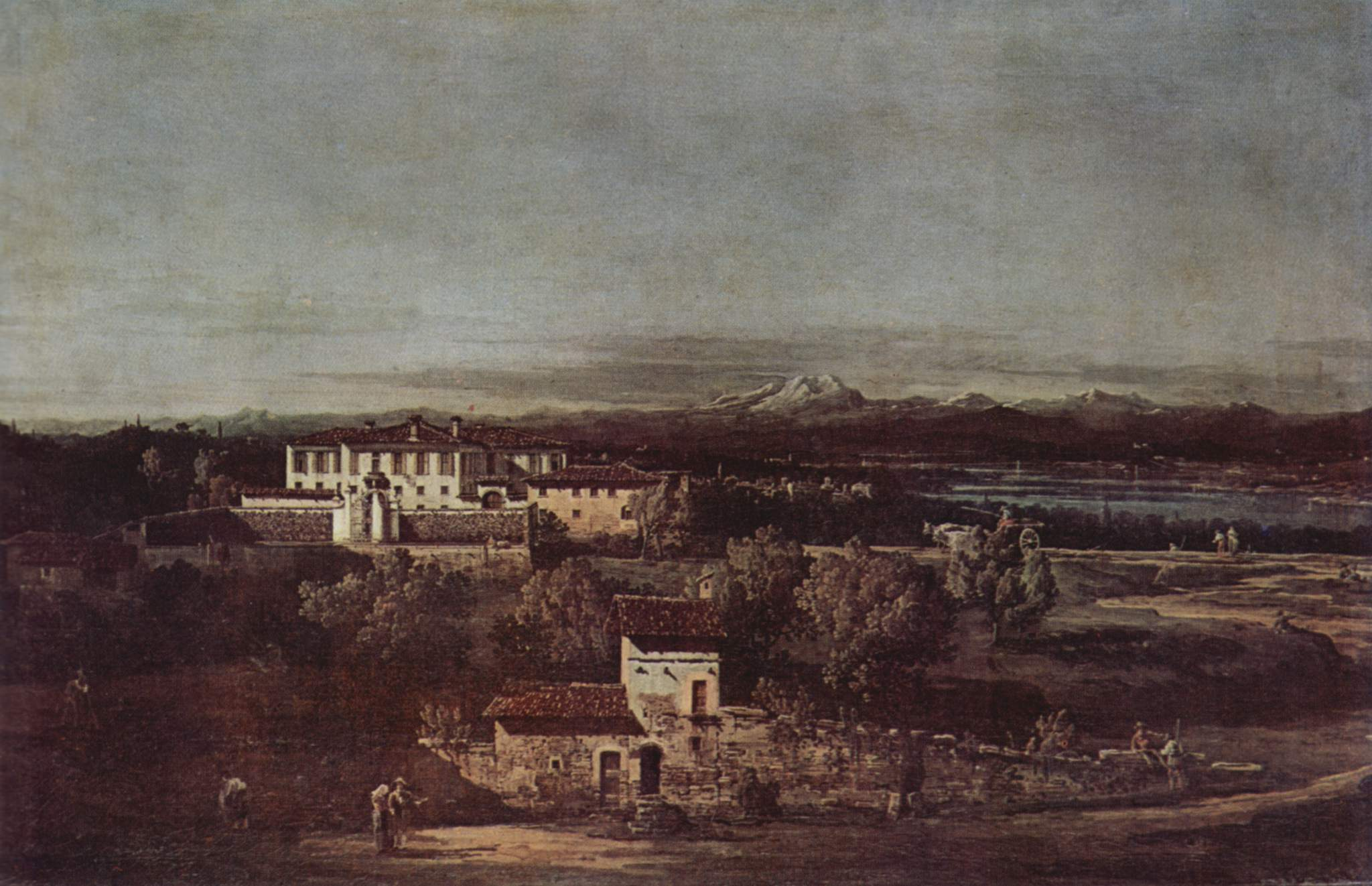
«Вілла Мельці в Гадзаді біля озера Варезе», 1744. Пінакотека Брера, Мілан
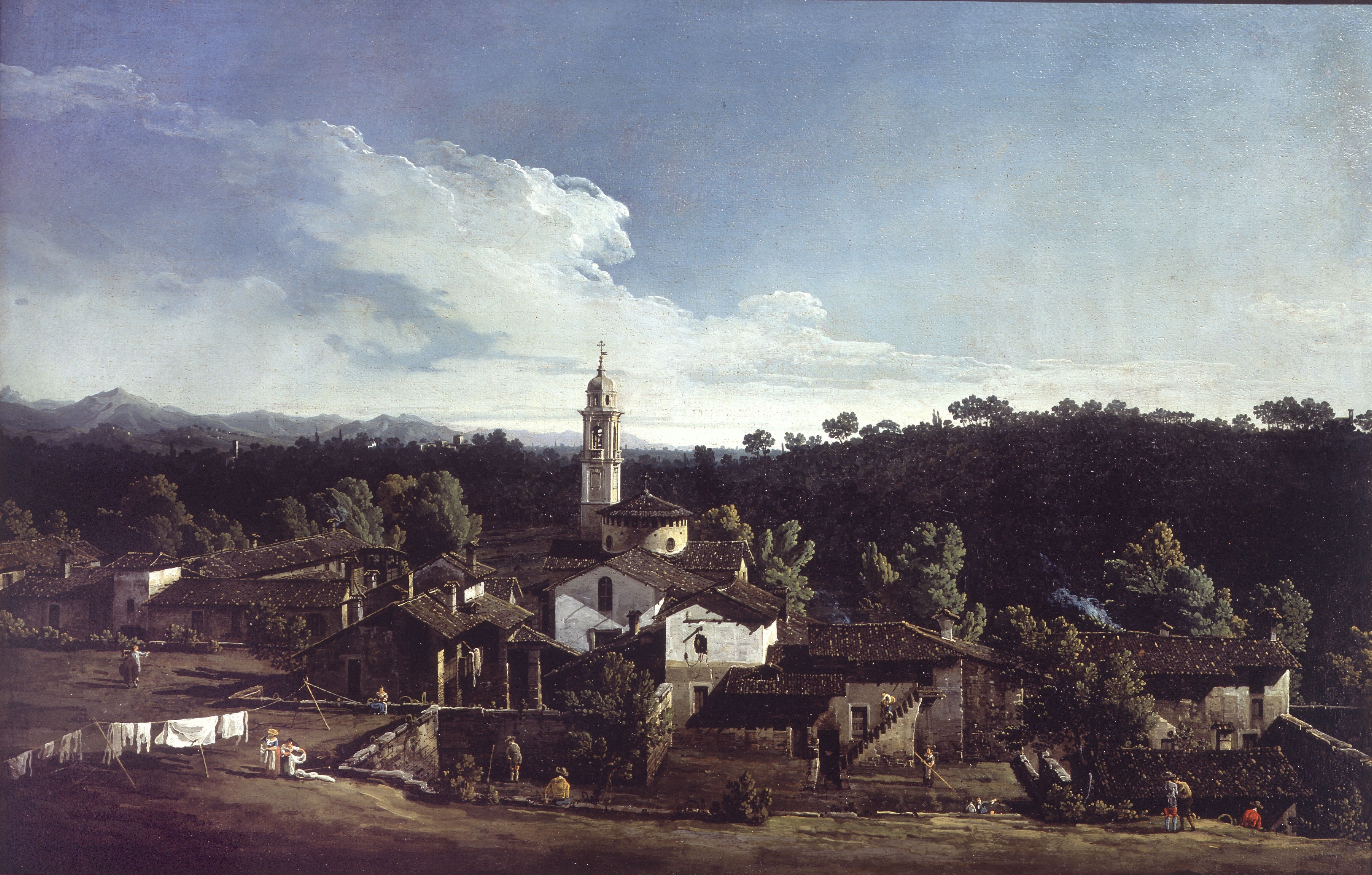
«Вид Гадзади», 1744. Пінакотека Брера, Мілан
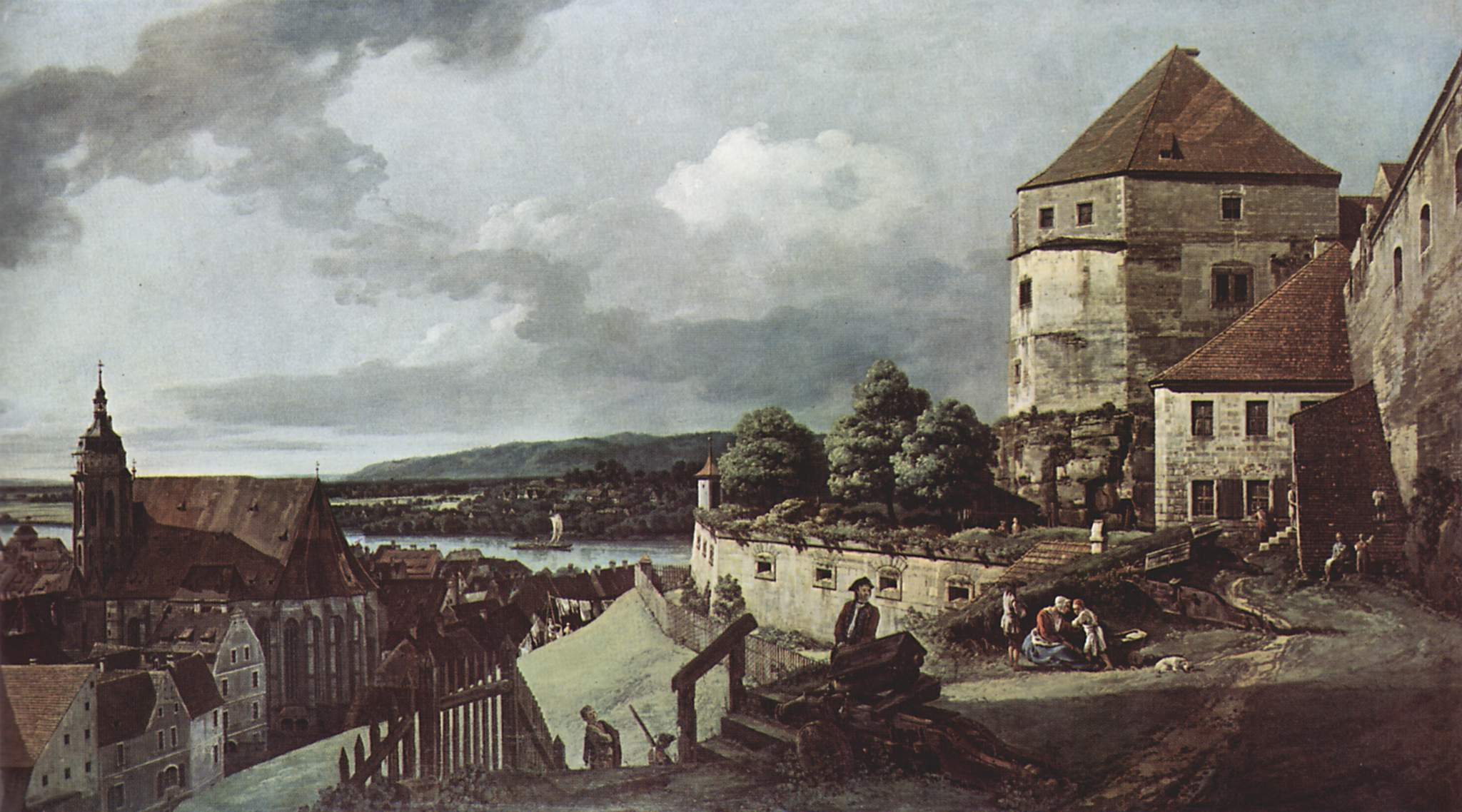
«Фортеця Пірна біля Дрездена», 1755
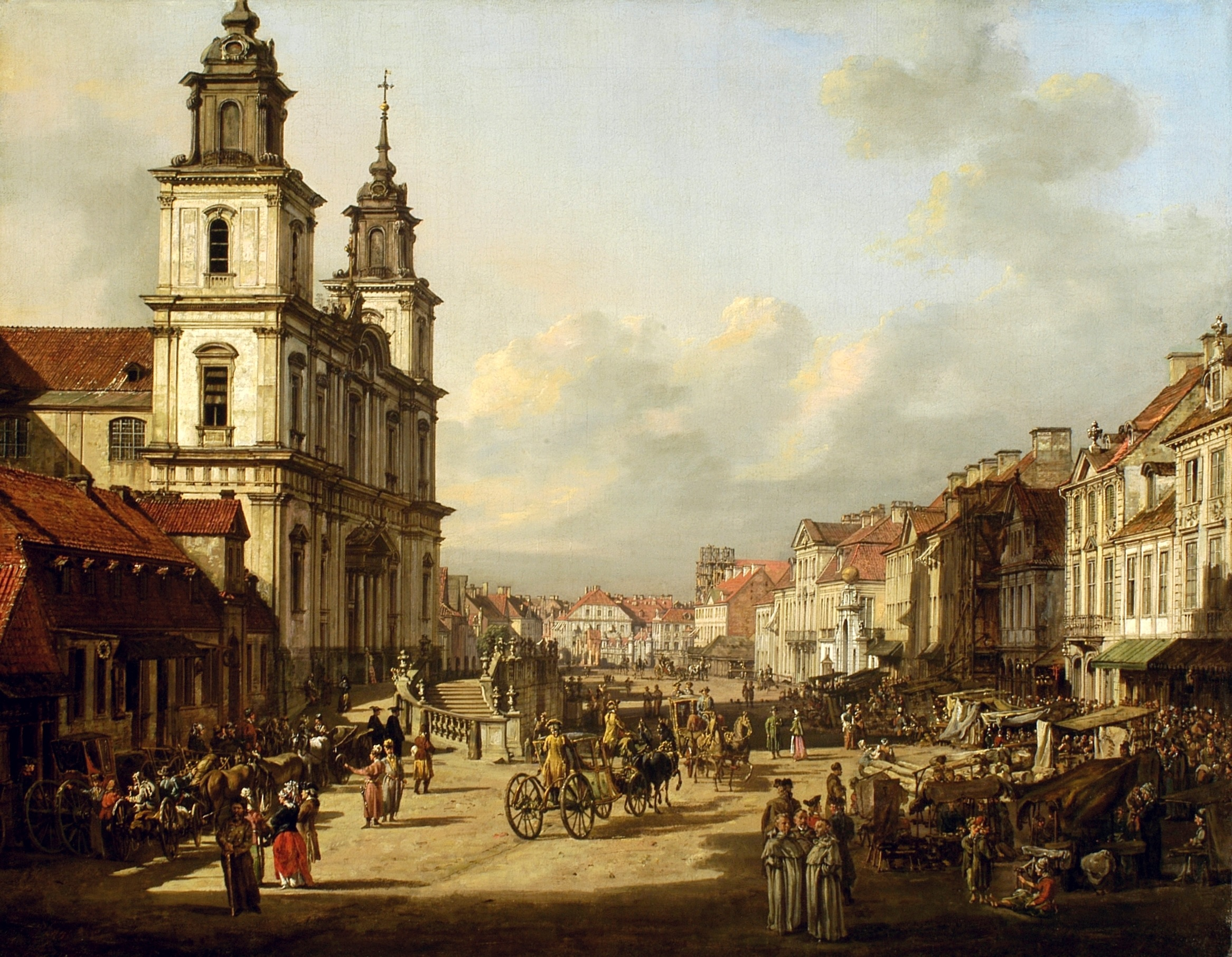
Краківське передмістя в Варшаві від нового Світу
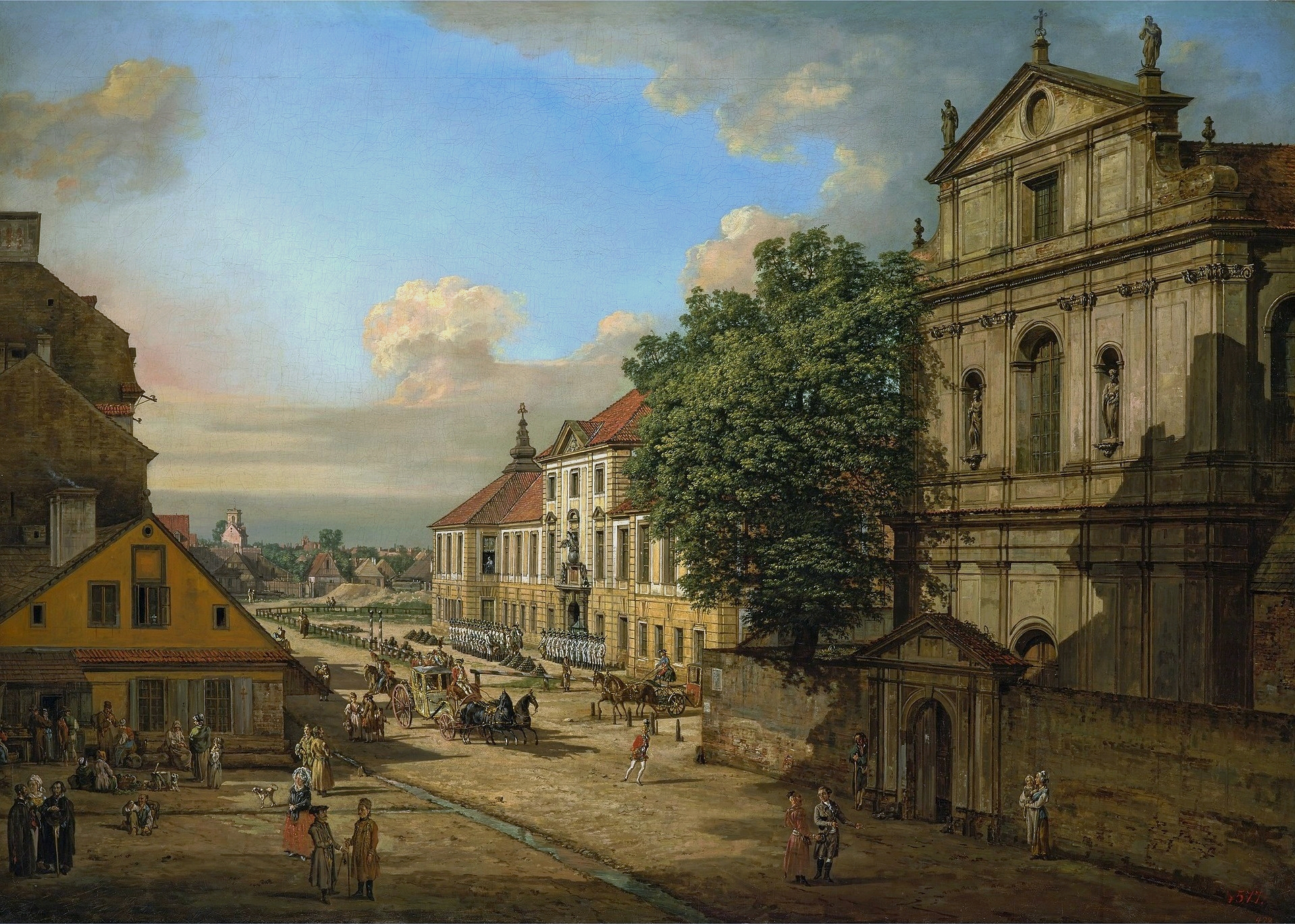
Довга вулиця в Варшаві,костел св.Трійці-бригіток, далі Арсенал
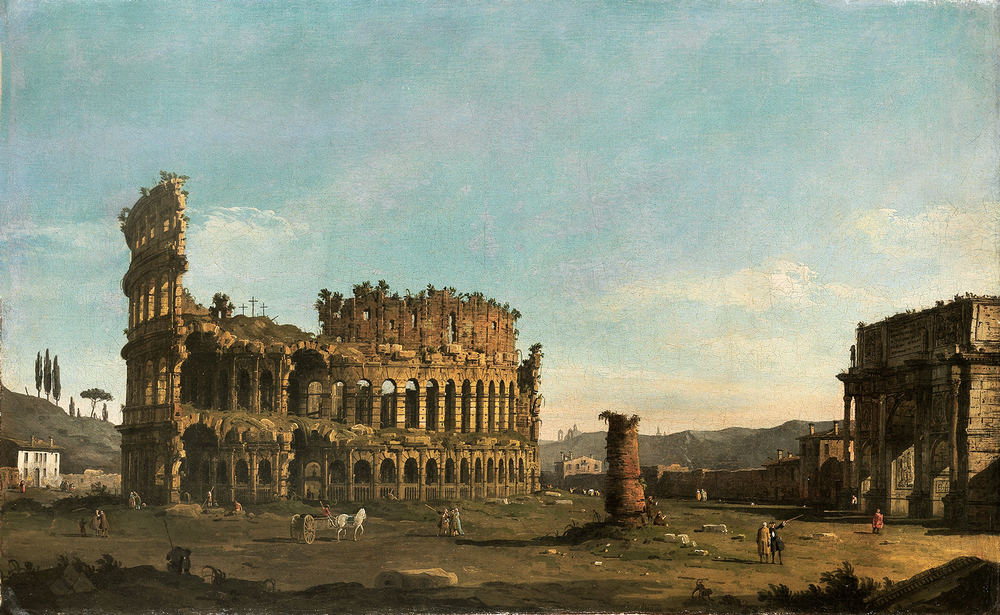
Рим. Колізей і арка імператора Костянтина
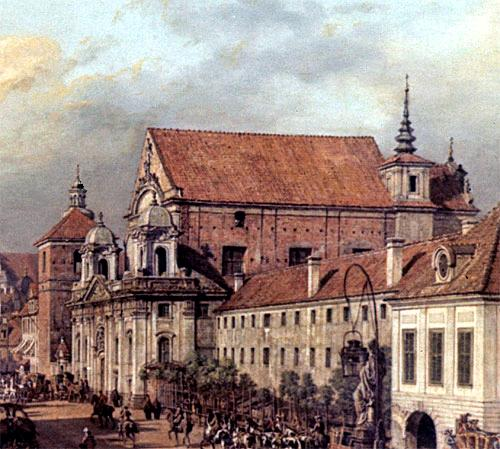
Костел Св. Ганни в Варшаві
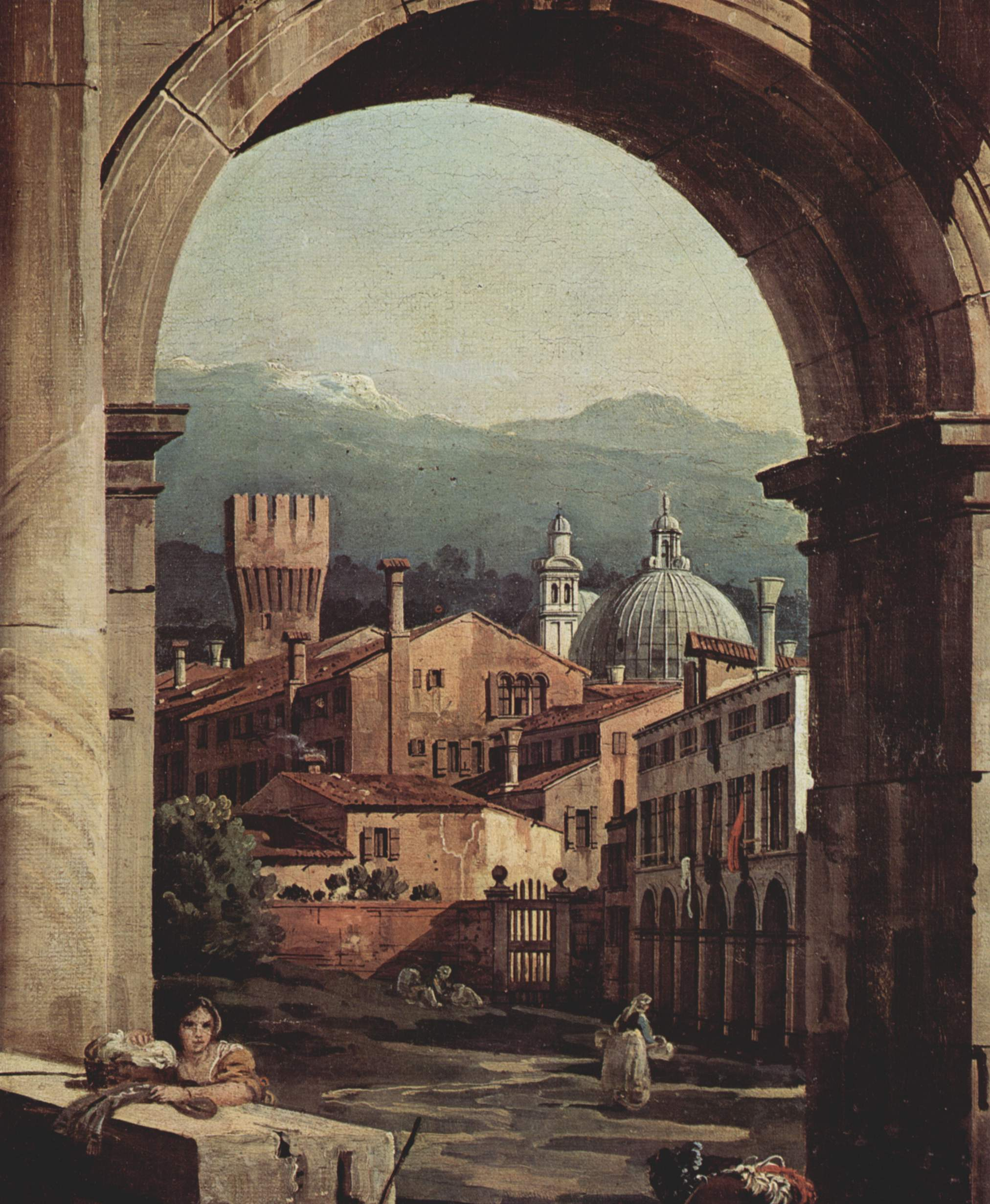
Архітектурний краєвид. Фантастичний Рим (Парма, нац. музей)

## Посмертна слава

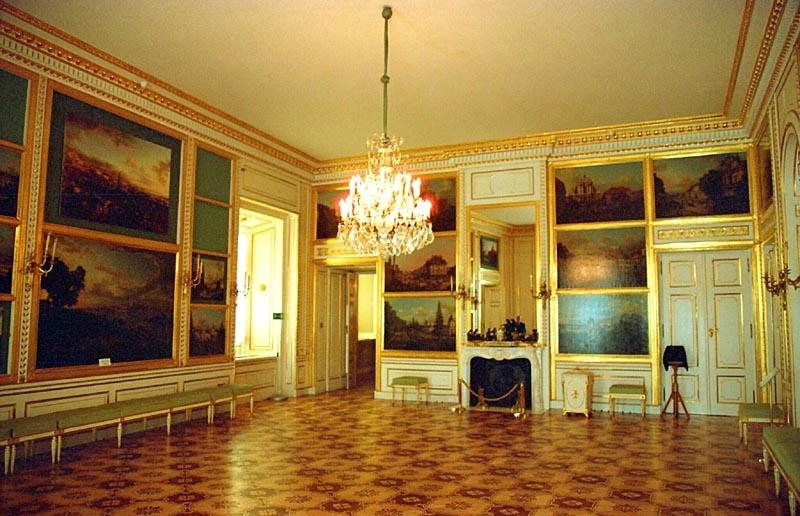
Зала Каналетто-Белотто в Королівському замку Варшави

Варшаву вщент зруйнували під час Другої світової війни. Тоді було прийняте безпрецедентне рішення про відбудову старого міста на збережених підмурках. Тривалий час вивчали старі архіви, гравюри, картини. Тоді ж наново спалахнула слава Каналетто-Белотто, живописця, який фотографічно точно відтворив Варшаву короткого періоду піднесення. Вдячні варшав'яни відновили також і зруйнований Королівський замок, де одну залу назвали ім'ям італійського майстра.